# Toxocara canis

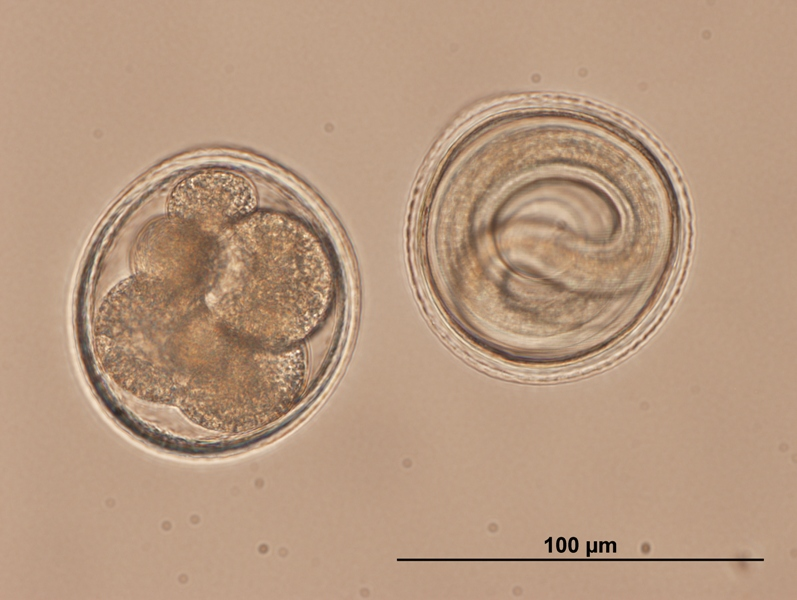
Befruktade ägg från Toxocara canis

Toxocara canis är en globalt förekommande spolmask. Den utnyttjar primärt hundar som huvudvärd, men även andra arter av hunddjur kan utnyttjas. I huvudvärden genomgår den en fullständig livscykel från ägg till vuxen könsmogen mask. Andra däggdjur kan fungera som mellanvärdar. Hos mellanvärden orsakar Toxocara canis infektion men kan inte fullfölja sin livscykel, istället förblir larverna i ett vilostadium, inkapslade i cystor. Hos människan kan en smitta leda till infektionssjukdomen toxocariasis, där diverse organ såsom lever, hjärta, ögon och centrala nervsystemet kan påverkas.
Arten ingår i släktet Toxocara som tillhör familjen Toxocaridae inom ordningen Ascaridida.

## Morfologi
De fullvuxna maskarna hos Toxoara canis är vit- och gulfärgade, runda med avsmalnande fram- och bakände. Munöppning är cirkelformad och har tre framträdande läppar. Hanar och honor är olika (könsdimorfism). Hanarna är 4-6 cm långa och betydligt mindre än honorna. Vidare har hanarna en krökt bakända. De har en testikel och en sädesledare som står i förbindelse med tarmen. I ändtarmen sitter ett nålliknande penis som möjliggör överföring av spermier under parningen. Honorna är 6,5-15 cm långa. Honan har två äggstockar i förbindelse med var sin äggledare och livmoder. Dessa mynnar ut i en gemensam vagina som i sin tur står i förbindelse med vulvan. Honans vulva är placerad på en tredjedels kroppslängd mätt från framänden. Äggen är brunfärgade, sfäriskt formade och ca. 72-85 mikrometer i storlek.

## Livscykel
Spridning av Toxocara canis till nya värdar sker i huvudsak på fyra olika sätt; 1) Direkt överföring genom intag av smittsamma ägg, 2) via moderkakan från tik till hundfoster, 3) via mjölken från tik till valp samt 4) genom förtäring av en mellanvärd.

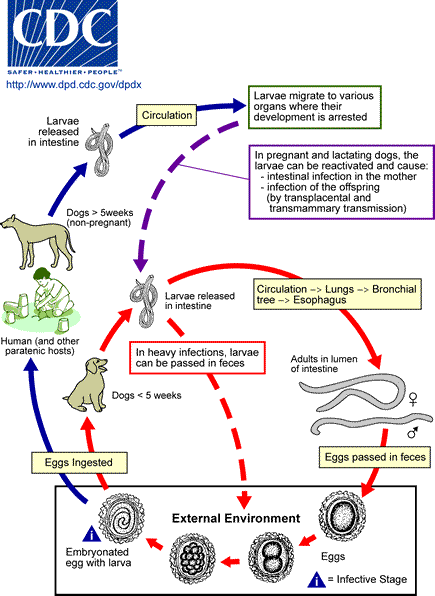
Toxocara canis fullföljer sin livscykel hos hunddjur. Människor och andra däggdjur kan bli smittade och agerar som mellanvärd. Direkt livscykel demonstreras med röd pil och är vanligast hos valpar. Blå pil demonstrerar förloppet hos vuxna hundar samt mellanvärdar där larverna kan forma cystor och gå in i vilofas i diverse organ. Lila pil demonstrerar reaktivering av larverna som tidigare befunnit sig i vilofas hos en dräktig eller digivande tik. Reaktiverade larver sprids från modertik till foster genom placentan alternativt från modertik till valp genom modersmjölken.

Maskarna parar sig i hunddjurets tunntarm där honan kan lägga upp till 200 000 ägg per dag som sedan sprids ut till omgivningen via avföringen. Äggen kan ännu inte orsaka smitta. Det tar ytterligare några veckor för att larver ska utvecklas inuti äggen och bli potentiella smittspridare. Hur lång tid denna utveckling tar beror på klimatet och andra omgivningsfaktorer. Tiden varierar från ett par veckor upp till flera månader. Under optimala omständigheter, vid en temperatur på 25-30 °C och en relativ luftfuktighet runt 85-90%, tar det mellan 9 och 15 dagar. Hundar får i sig maskäggen från omgivningen via munnen för att sedan hamna i mag- och tarmkanalen där äggen kläcks. Larverna penetrerar väggen i tunntarmen och tar sig via blodsystemet till lever, hjärta och lungor. Härifrån kan två scenarion ske, larverna kan utvecklas till könsmogna maskar alternativt bilda en cysta och gå in i vilofas. Vilken form larven antar beror till stor del på faktorer som hundens ålder, dess immunstatus samt smittväg.
För att larv ska kunna utvecklas till mask migrerar dessa från lungorna genom luftröret, ner genom matstrupen för att återvända till tunntarmen. I tunntarmen utvecklas larverna till vuxna, könsmogna maskar och parning sker. Honorna lägger ägg som i sin tur sprids via avföringen och härmed är dess livscykel fullbordad. Denna process är vanligare hos valpar, vilket gör dem till en mycket viktig smittokälla.
Hos vuxna hundar är det vanligare att larverna formar cystor i somatisk vävnad såsom lever, lungor, hjärna, hjärta och muskler. I detta fall utvecklas larverna inte till könsmogna maskar utan istället går de in i en vilofas och formar en cysta, som sedan kan reaktiveras när tiken löper. De reaktiverade larverna sprids från tik till foster då larverna överförs via placentan till hundfostrens lungor. Larverna migrerar från den nyfödda valpens lungor genom luftrören till matstrupen och ner till tunntarmen där de sedan utvecklas till vuxna maskar. På så sätt är dess livscykel fullbordad. Spridning mellan tik till valp kan även ske via modersmjölken. Larverna behöver i detta fallet inte vandra via lungorna utan når mag- och tarmkanalen direkt där de fullbordar sin utveckling.
Larver kan även intas genom en infekterad mellanvärd, en så kallad paratenisk mellanvärd. Hos den parateniska mellanvärden befinner sig larverna i cystform och reaktiveras då hunden äter denna. Liksom vid överföring från tik till valp, via bröstmjölken, behöver larverna inte att först migrera till lungorna utan kan direkt utvecklas till adulta maskar, i hundens tunntarm efter oralt intag.

## Förekomst
Toxocara canis förekommer främst hos hundar, men också även hos andra arter av hunddjur så som varg och räv. Hos gatuhundar kan prevalensen vara mycket hög. I en studie påvisades att 49% bar på larver eller vuxna maskar. Smittade sällskapshundar uppvisade en signifikant lägre prevalens, där 38% av smittan bars av valpar, och 22% av vuxna hundar.

## Zoonos

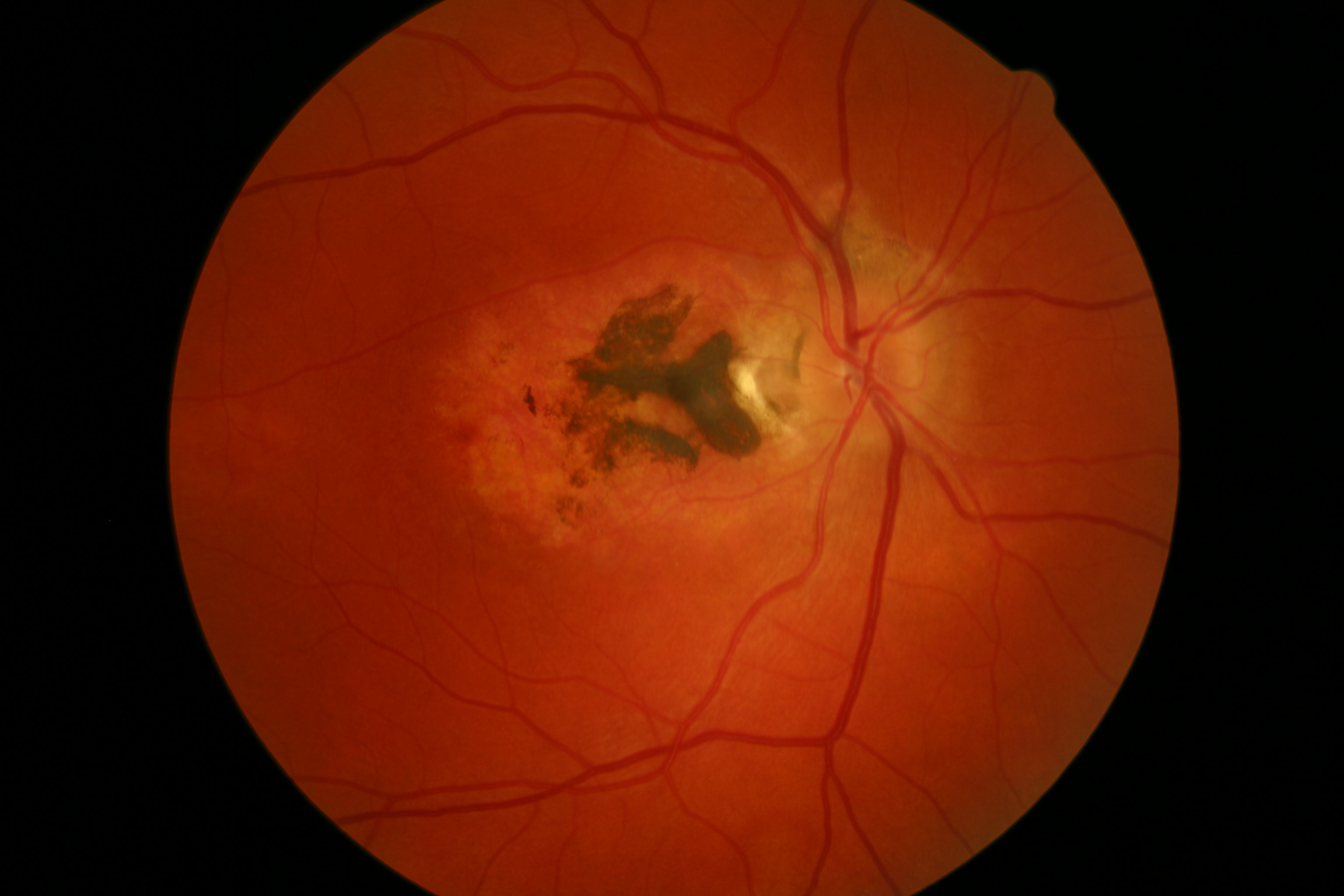
Okulär toxocariasis hos hund

Överföring av Toxocara canis till människan sker vanligtvis via oavsiktlig förtäring av avföring från hunddjur, innehållandes ägg från parasiten. Spridningen sker oftast i form av oral kontakt med kontaminerade händer, som p.g.a. fysisk beröring har exponerats för parasitens befruktade ägg. Detta är särskilt vanligt hos barn som befinner sig i sandlådor och vid lekplatser, där hundavföring kan förekomma. En mer sällsynt form av spridning kan även ske vid konsumtion av otillräckligt uppvärmt kött, eller vid konsumtion av rått kött, från något av parasitens värddjur, t.ex. lamm och kanin. En signifikant riskfaktor, för spridning av Toxocara canis till människor, är miljöer med uppfödning av valpar, både i hemmet och hos kennlar. Det beror på att valpar kan smittats direkt av modertiken.
Majoriteten av smittade människor uppvisar inga symptom. I vissa fall kan dock toxocaralarven orsaka skador på vävnader och organ hos den infekterade värden, beroende på var i kroppen larven har transporterats via blodsystemet. Detta leder till infektionssjukdomen toxocariasis. Toxocariasis uppträder i två olika varianter, visceral toxocariasis samt okulär toxocariasis. Visceral toxocariasis drabbar primärt yngre barn i åldern 2-7 år, där symptombild som feber, hosta, leverinflammation samt påverkan på centrala nervsystemet ses. Vid okulär toxocariasis, som primärt drabbar barn i åldern 8-16 år, ses symptom i form av ögonproblem så som synbortfall och dimsyn p.g.a. den skada parasiten medför, vilket bidrar till ärrvävnad på ögat - i sällsynta fall leder detta till irreversibel synnedsättning.